# Siège de Mekele
Première guerre italo-éthiopienne
Batailles
- Coatit
- Senafé
- Amba Alagi
- Meqelé
- Adoua

Le siège de Mekele se déroule du 7 au 21 janvier 1896 durant la première guerre italo-éthiopienne.

## Déroulement
Les troupes éthiopiennes, 100 000 hommes au total, assiègent et canonnent pendant deux semaines la fortification italienne de Mekele tenue par une garnison de 1 350 soldats. Le 21 janvier, les Italiens se retirent après que Menelik II leur ait assuré de ne pas les poursuivre. Les Italiens perdent 30 hommes et 70 blessés lors du siège.